# Погорєловка (Перемишльський район)
Погорєловка (рос. Погореловка) — присілок в Перемишльському районі Калузької області Російської Федерації.
Населення становить 177 осіб. Входить до складу муніципального утворення Присілок Погорєловка.

## Історія
Від 2004 року входить до складу муніципального утворення Присілок Погорєловка

## Населення
| 2002 | 2010 |
| ---- | ---- |
| 161  | ↗177 |